# Вулиця Крушельницького (Київ)
Ву́лиця Крушельни́цького — вулиця у Святошинському районі міста Києва, селище Біличі. Пролягає від вулиці Володимира Шульгина до вулиць Володимира Наумовича та Христини Сушко.

## Історія
Вулиця виникла в 60-х роках XX століття під назвою 1-ша Нова. Сучасна назва на честь українського актора і режисера Мар'яна Крушельницького — з 1966 року.

## Зображення

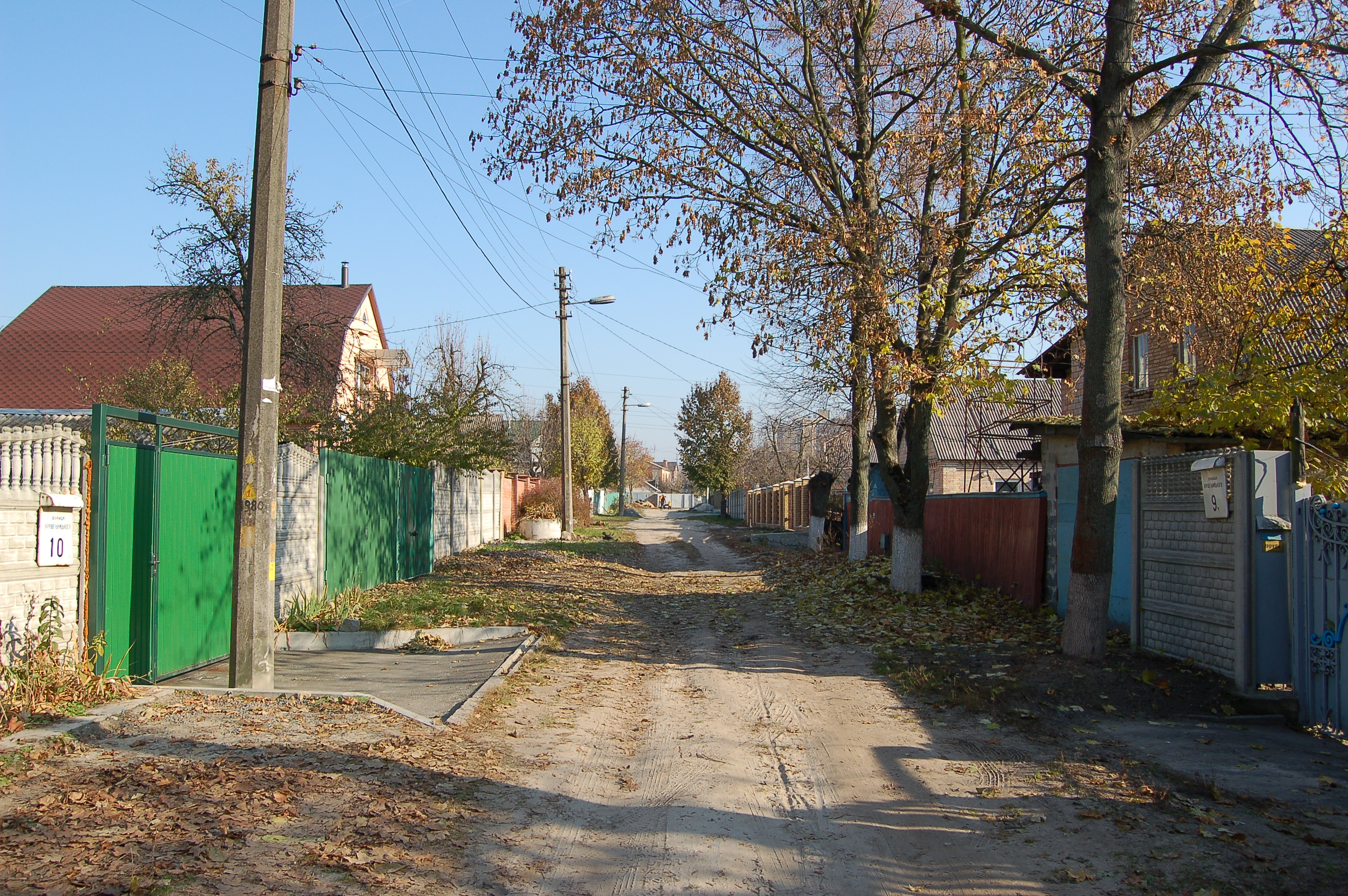